# Miguel Jiménez López
Miguel Jiménez López (* 24. Juli 1875 in Paipa, Kolumbien; † 22. August 1955 in Bogotá) war ein kolumbianischer Mediziner, Politiker und Rassentheoretiker.

## Leben
Jiménez López promovierte 1899 an der Universidad Nacional de Colombia mit einer medizinisch-psychologischen Arbeit über die „Entmündigung wegen Wahnsinns“. Im Kolumbianischen Bürgerkrieg von 1895 wurde er verwundet; im Krieg der Tausend Tage wirkte er als Arzt für die Regierung. Von 1908 bis 1912 bildete er sich in Paris besonders im Bereich der Psychiatrie weiter.
Ab 1922 war Jiménez López Regierungsminister, danach langjähriger Abgeordneter im kolumbianischen Kongress, Präsident des Directorio Nacional Conservador.
Von 1925 bis 1928 war er Gesandter in Berlin und 1951 Botschafter Kolumbiens bei der Generalversammlung der Vereinten Nationen.
1943 wurde er Professor für Psychiatrie an der Pontificia Universidad Javeriana; von 1943 bis 1947 war er Direktor der Irrenanstalt Varones de Sibaté. Als forensischer Psychiater nahm er an den bedeutenden Untersuchungen über den Conde de Cuchicute, den Zawadzki-Prozess und der Debatte der Academia Nacional de Medicina über Simón Bolívar teil.

## Schriften (Auswahl)
- Nuestras razas decaen: algunos signos de degeneración colectiva en Colombia y en los países similares; el deber actual de la ciencia. 1920. OCLC 42042755
- La escuela y la vida. 1928. OCLC 55330518
- La inmigración amarilla a la América. 1929. OCLC 41106143